# Polyblastus parvulus
Polyblastus parvulus är en stekelart som först beskrevs av Johann Ludwig Christian Gravenhorst 1829.  Polyblastus parvulus ingår i släktet Polyblastus och familjen brokparasitsteklar. Inga underarter finns listade i Catalogue of Life.